# 151 v.Chr.
151 v.Chr. is een jaartal volgens de christelijke jaartelling.

## Gebeurtenissen

### Italië
- In Rome worden Aulus Postumius Albinus en Lucius Licinius Lucullus, door de Senaat gekozen tot consul van het Imperium Romanum.

### Europa
- De Romeinen verslaan de Kelten vanuit Gallia Cisalpina, die de Griekse havenstad Massalia (huidige Marseille) bedreigen.
- Servius Sulpicius Galba wordt benoemd tot praetor en krijgt Hispania als Romeinse provincie toegewezen.
- Publius Cornelius Scipio Aemilianus Africanus meldt zich in Hispania vrijwillig aan voor krijgsdienst in het Romeinse leger.

### Carthago
- Het vredesverdrag van 201 v.Chr. met Rome loopt ten einde, Carthago begint aan de herbewapening van zijn leger en vloot.
- Massinissa voert een plunderveldtocht op Carthaags grondgebied, Carthago stuurt een expeditieleger om de Numidiërs terug te dringen.

### India
- Kroonprins Agnimitra (151 - 141 v.Chr.) volgt zijn vader Pusyamitra Sunga op als keizer van de Sunga-dynastie.